# Raising Malawi
Raising Malawi – amerykańska fundacja z siedzibą w Los Angeles, zajmująca się wsparciem dla afrykańskiego państwa Malawi. Została założona w 2006 przez amerykańską piosenkarkę Madonnę, Michaela Berga i Monicę Berg.

## Historia i działalność

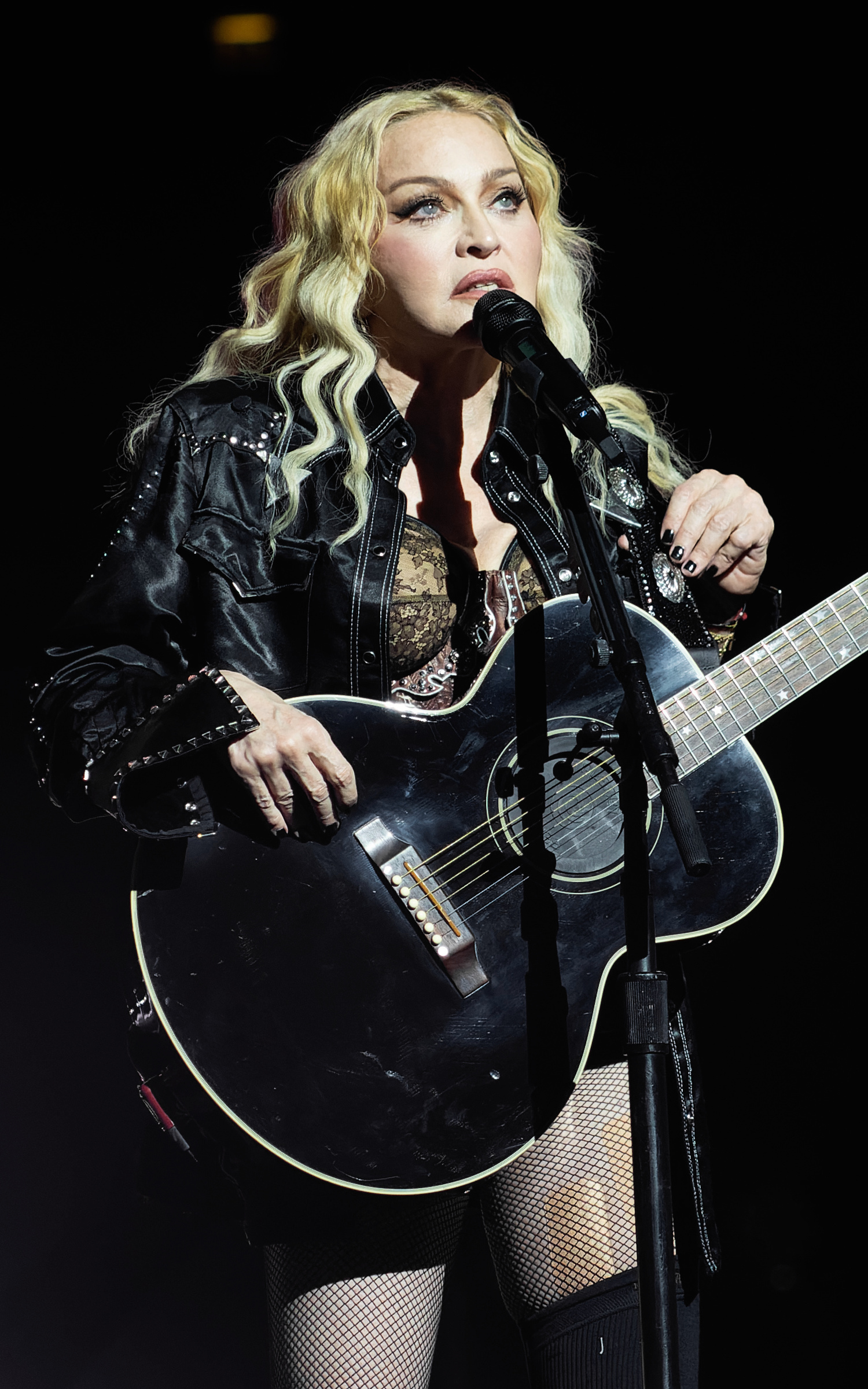
Madonna, współzałożycielka fundacji, podczas koncertu w 2023

Raising Malawi została założona na początku 2006 przez Madonnę, Michaela Berga i Monicę Berg. Fundacja zaangażowała się finansowo w centrum dla sierot w Malawi, Consol Homes Orphan Care. W 2006 przekazała na niego milion dolarów, a w kolejnych latach kontynuowała wpłaty. W tym samym roku zaczęła też współfinansować inicjatywę Jeffreya Sachsa Millennium Villages Project, budującą wioski dla ubogich mieszkańców Malawi. Od 2007 wspiera także organizację Home of Hope w organizacji programu przeciwdziałającego rozprzestrzenianiu się w Malawi malarii.
6 lutego 2008 Madonna wraz z Gucci zorganizowała fundraisingową kolację fundacji w siedzibie Organizacji Narodów Zjednoczonych w Nowym Jorku. Wzięli w niej udział między innymi Tom Cruise, Katie Holmes, Demi Moore, Ashton Kutcher, Drew Barrymore, Gwyneth Paltrow, Jennifer Lopez, Alicia Keys, Timbaland, Rihanna i Chris Rock, a dochód wyniósł 3,7 miliona dolarów. Od 2008 fundacja wspierała finansowo największy szpital w kraju, Queen Elizabeth Central Hospital.
W 2009 rozpoczęła budowę szkoły dla dziewcząt w stolicy kraju, Lilongwe, nazwanej Raising Malawi Academy for Girls. W 2010, w wyniku audytu potwierdzającego niewłaściwe zarządzanie fundacją i nadmierne wydatki na jej prowadzenie, doszło do zmian w jej kierownictwie. Problemy przyczyniły się w 2011 do anulowania budowy Raising Malawi Academy for Girls po przekazaniu na nią łącznie 3,8 miliona dolarów. Madonna przekazała w oświadczeniu, że zamiast jednej szkoły planuje wybudować ich wiele, na terenie całego Malawi.
W styczniu 2012 roku fundacja ogłosiła, że wspólnie z organizacją buildOn zbuduje w Malawi dziesięć szkół. W grudniu ich budowa została zakończona, sześć miesięcy przed planowanym terminem. W odpowiedzi Joyce Banda, prezydent Malawi, wydała oświadczenie krytykujące Madonnę za przesadę w kwestii wkładu organizacji i zastraszanie urzędników państwowych. Później jednak media doniosły, że oświadczenie zostało wydane przez jej reprezentantów bez konsultacji z nią. W 2013 fundacja nawiązała współpracę z Elizabeth Taylor AIDS Foundation (założoną przez Elizabeth Taylor) w sprawie zorganizowania w szkołach programów edukujących na temat wirusa HIV i zespołu nabytego niedoboru odporności (AIDS) oraz kampanii piłki nożnej Grassroot Soccer.
W 2015 fundacja wraz z Gucci zorganizowała fundraiser, podczas którego zebrali 5,5 miliona dolarów na ofiary powodzi w Malawi.
W 2015 fundacja rozpoczęła budowę pierwszego w Malawi ośrodka pediatrii i dziecięcej intensywnej terapii, przy szpitalu Queen Elizabeth Central Hospital. Ośrodek został nazwany Mercy James Institute for Pediatric Surgery and Intensive Care na cześć adoptowanej malawijskiej córki Madonny, Mercy James. Jego otwarcie odbyło się w lipcu 2017.
2 grudnia 2016 Madonna zorganizowała w Miami aukcję i koncert fundraisingowy Madonna: Tears of a Clown, z których łączny dochód w wysokości 7,5 miliona dolarów został przekazany na Raising Malawi.
Raising Malawi współpracuje z drugą fundacją Madonny, Ray of Light Foundation. Wspólnie wspierają UNICEF w dostarczaniu pomocy mieszkańcom Malawi w znoszeniu powodzi.